# Walckenaeria karpinskii
Walckenaeria karpinskii este o specie de păianjeni din genul Walckenaeria, familia Linyphiidae. A fost descrisă pentru prima dată de O. P.-cambridge, 1873. Conform Catalogue of Life specia Walckenaeria karpinskii nu are subspecii cunoscute.